# Żurawiec (województwo lubelskie)
Żurawiec – wieś w Polsce, położona w województwie lubelskim, w powiecie łukowskim, w gminie Adamów.
| SIMC    | Nazwa      | Rodzaj  |
| ------- | ---------- | ------- |
| 0668206 | Michałówka | kolonia |

W latach 1975–1998 wieś należała administracyjnie do województwa siedleckiego.
Wieś stanowi sołectwo w gminie Adamów. Według Narodowego Spisu Powszechnego z roku 2011 wieś liczyła 317 mieszkańców.
Wierni Kościoła rzymskokatolickiego należą do parafii Nawiedzenia Najświętszej Maryi Panny w Woli Gułowskiej.